# 비르질리오 레브라토
비르질리오 펠리체 레브라토(이탈리아어: Virgilio Felice Levratto virˈdʒiːljo feˈliːtʃe leˈvratto[*]; 1904년 10월 26일, 리구리아 주 카르카레 ~ 1968년 9월 18일, 리구리아 주 제노바)는 이탈리아의 전 축구 선수이자 감독으로, 현역 시절 스트라이커로 활약했다.

## 클럽 경력
레브라토는 리구리아 주 카르카레 출신이다. 그는 현역 시절에 바도(바도 소속으로 1922년에 초대 코파 이탈리아 우승을 거두었는데, 결승전의 결승골 주인공이었다), 엘라스 베로나, 제노아(148경기에 출전, 84골 득점), 인테르나치오날레(1932년에), 그리고 라치오(1934년에)에서 활약했다. 그는 이후 세리에 C의 사보나를 거쳐 세리에 D의 카베세에서 현역 은퇴했다.

## 국가대표팀 경력
그는 이탈리아 국가대표팀 일원으로 28번의 국가대표팀 경기에 출전해 11골을 기록했다. 그는 1924년과 1928년 하계 올림픽에 참가하여 후자의 대회에서 동메달을 목에 걸었고, 1927-30년 중부 유럽 국제컵 우승을 거두었다.

## 플레이스타일
골냄새를 잘 맡는 공격수로, 레브라토는 공을 차는 힘이 강해 그물찢개(Lo Sfondareti)라는 별명이 붙었다.

## 감독 경력
1950년대에 레브라토는 사보나 메시나, 레체를 지도했고, 1955-56 시즌에는 피오렌티나의 수석 코치로서 풀비오 베르나르디니 감독을 보좌했다.

## 대중 매체에서
1940년, 유명 가수 키타라 사중주(Quartetto Cetra)가 비르질리오 레브라토의 헌정곡 "참된 공격수야!"(Che centrattacco!)를 발표했다.

## 수상

### 클럽
바도
- 코파 이탈리아: 1922

사보나
- 세리에 C: 1939–40

### 국가대표팀
이탈리아 국가대표팀
- 중부 유럽 국제컵: 1927-30
- 하계 올림픽 동메달: 1928